# Delcampe
Delcampe est un site web de ventes aux enchères d'objets de collection géré par la société Delcampe international depuis 2005. Il a été créé en 2000 par Sébastien Delcampe, un informaticien belge spécialisé dans la programmation Internet.

## Historique
En 2000, Sébastien Delcampe crée un site sous le nom de delcampe.com, d'abord géré par la société Delcampe Consulting, puis, à partir de septembre 2005, par la société Delcampe International SRL. À l’époque unilingue et uniquement dédiée aux timbres, il était loin d’imaginer le succès qu’allait rencontrer sa marketplace.
En janvier 2010, un nouveau site « Prestige » dédié aux grandes maisons de vente est proposé pour exposer les catalogues des ventes en salle.
En décembre 2015, un nouveau magazine gratuit en ligne est lancé Delcampe Magazine.
En avril 2016, une nouvelle version du site est mise en ligne en parallèle de l'ancienne version et depuis le 8 décembre 2016, seul le nouveau site est disponible.
En juin 2017, un nouveau blog est lancé: Delcampe Blog.
En 2018, le journal économique français Capital a élu Delcampe meilleur site de commerce en ligne, devant des géants concurrents, sur la base d'une enquête réalisée auprès de 20 000 personnes.
En avril 2020, les 13 sites nationaux Delcampe sont fusionnés en un seul site international.
Le premier octobre 2020 le site Delcampe.net fête ses 20 ans d'existence,.
En octobre 2020, Delcampe entre dans le Top 30 des Marketplaces mondiales, selon Cross-Border Commerce Europe qui a établi le top 100 des marketplaces les plus importantes du monde .
En juillet 2023, Delcampe lance un nouveau site dont il est partenaire Nostagora qui présente des vues de localités en cartes postales.
En octobre 2023, Delcampe lance une application en version bêta du site.

## Logotype
Le logotype du site Delcampe a été créé en 2020 pour remplacer l'ancien logotype. Le nouveau logotype est composé du nom du site et quatre "petits dessins" représentant les objets de collections comme par exemple : une pièce de monnaie ou un disque vinyle, une carte postale ancienne ou un papier de collection, un timbre-poste ou autres objets de collection.

## Liste des objets de collection
- Timbres.
- Cartes postales anciennes.
- Télécartes.
- Monnaies & billets (numismatique).
- Livres, bande dessinée, revues.
- Musique et instruments
- Boissons & alimentations (collection).
- Vinyles.
- Photographie.
- Vieux papiers.
- Pin's.
- Art et antiquités.
- Bijoux et horlogerie.
- Cartes de collection modernes.
- Jeux vidéos.
- Jeux, jouets et figurines.
- Militaria.
- Modélismes et maquettismes.
- Autres thèmes de collection[9].